# همسایه‌ها (فیلم ۱۹۲۰)
همسایه‌ها (انگلیسی: Neighbors) یک فیلم صامت کوتاه به کارگردانی ادوارد اف کلاین و باستر کیتون است که در سال ۱۹۲۰ منتشر شد.

## بازیگران
- باستر کیتون
- جو رابرتز
- جو کیتون
- ادوارد اف کلاین
- ویرجینیا فاکس
- سی‌بل سیلی
- جک دافی